# Elecciones generales de Japón de 1963
Las elecciones generales se celebraron en Japón el 21 de noviembre de 1963. El resultado fue una victoria para el Partido Liberal Democrático, el cual ganó 283 de los 467 escaños.

## Resultados
| Partido                                                                                      | Partido                        | Votos      | %      | Escaños | +/-   |
| -------------------------------------------------------------------------------------------- | ------------------------------ | ---------- | ------ | ------- | ----- |
|                                                                                              | Partido Liberal Democrático    | 22,423,915 | 54.67  | 283     | -13   |
|                                                                                              | Partido Socialista de Japón    | 11,906,766 | 29.03  | 144     | -1    |
|                                                                                              | Partido Socialista Democrático | 3,023,302  | 7.37   | 23      | +6    |
|                                                                                              | Partido Comunista de Japón     | 1,646,477  | 4.01   | 5       | +2    |
|                                                                                              | Otros partidos                 | 59,766     | 0.15   | 0       | -1    |
|                                                                                              | Independientes                 | 1,956,313  | 4.77   | 12      | +10   |
|                                                                                              |                                |            |        |         |       |
| Votos válidos                                                                                | Votos válidos                  | 41,016,540 | 98.92  |         |       |
| Votos blancos/nulos                                                                          | Votos blancos/nulos            | 446,011    | 1.08   | -       | -     |
| Total                                                                                        | Total                          | 41,458,946 | 100.00 | 467     | 0     |
| Registrados/Participación                                                                    | Registrados/Participación      | 58,281,678 | 71.14  | -2.37   | -2.37 |
| Fuente: https://web.archive.org/web/20150215091026/ http://www.stat.go.jp/data/chouki/27.htm |                                |            |        |         |       |